# Câu chuyện phía Tây (phim 2021)
Câu chuyện phía Tây (tiếng Anh: West Side Story) là một bộ phim điện ảnh Mỹ thuộc thể loại nhạc kịch – tình cảm – chính kịch của công chiếu vào năm 2021 do Steven Spielberg làm đạo diễn và đồng sản xuất với phần kịch bản do Tony Kushner chắp bút. Đây là bản chuyển thể điện ảnh thứ hai của vở nhạc kịch cùng tên ra mắt năm 1957, với sự tham gia của hai diễn viên chính Ansel Elgort và Rachel Zegler trong vai diễn đầu tay của cô, cùng các diễn viên phụ gồm David Alvarez, Mike Faist, Ariana DeBose và Rita Moreno. Rita Moreno, người đã từng đóng vai trong bản chuyển thể điện ảnh năm 1961, sẽ tham gia làm giám đốc sản xuất với Tony Kushner. Phần âm nhạc cho bộ phim do Leonard Bernstein biên soạn với phần lời ca khúc được viết bởi nhạc sĩ Stephen Sondheim.
Quá trình phát triển cho bộ phim bắt đầu từ năm 2014 tại xưởng phim 20th Century Fox, với Kushner bắt đầu viết kịch bản cho bộ phim từ năm 2017. Phần vũ đạo cho bộ phim do Justin Peck thực hiện. Quá trình quay phim diễn ra tại hai thành phố New York và New Jersey, bấm máy từ tháng 7 năm 2019 và quay trong vòng hai tháng.
Bộ phim có buổi ra mắt lần đầu trên toàn thế giới tại Nhà hát Hoa Hồng thuộc Phố Jazz tại Trung tâm Lincoln ở New York, Mỹ vào ngày 29 tháng 11 năm 2021, ba ngày sau khi Sondheim từ trần. Bộ phim được Walt Disney Studios Motion Pictures phát hành tại rạp thông qua hãng 20th Century Studios tại Hoa Kỳ vào ngày 10 tháng 12 năm 2021 sau một năm bị trì hoãn vì đại dịch COVID-19. Tại Việt Nam, bộ phim được CGV Việt Nam mua bản quyền và công chiếu tại các cụm rạp trên toàn quốc từ ngày 24 tháng 12 năm 2021, một ngày trước lễ Giáng Sinh. Sau khi ra mắt, bộ phim nhận về những lời đánh giá tích cực từ các nhà phê bình phim với những lời khen ngợi về phần diễn xuất của các diễn viên, cách Spielberg tiếp cận bộ phim và cách quay phim có phần sáng tạo và để lại dấu ấn; thậm chí, một số nhà phê bình còn cho rằng bản phim này là một bản phim hoàn thiện hơn so với bản phim năm 1961. Bộ phim được bầu chọn là một trong mười bộ phim hay nhất năm 2021 do Ủy ban Quốc gia về Phê bình điện ảnh và Viện phim Mỹ công bố. Dù vậy, bộ phim lại thất bại về mặt doanh thu khi chỉ thu về 76 triệu USD so với kinh phí sản xuất lên đến 100 triệu USD.
Bộ phim cũng giành được một số giải thưởng lớn. Tại Lễ trao giải Oscar lần thứ 94, bộ phim được đề cử bảy hạng mục, bao gồm cả hạng mục Phim truyện hay nhất, trong đó Ariana DeBose giành giải Nữ diễn viên phụ xuất sắc nhất. Bộ phim còn đề cử bốn hạng mục tại Lễ trao giải Quả Cầu vàng lần thứ 79, giành được ba giải gồm Phim ca nhạc hoặc phim hài hay nhất, Nữ diễn viên phim ca nhạc hoặc phim hài xuất sắc nhất cho Zegler và Nữ diễn viên điện ảnh phụ xuất sắc nhất cho DeBose.

## Nội dung
Năm 1957, một vụ xung đột giữa băng đảng Jets (gồm một nhóm thanh niên toàn là người da trắng do Riff cầm đầu) và băng đảng Sharks (gồm một nhóm thanh niên toàn là người Mỹ Latinh do Bernardo cầm đầu) đã nổ ra dữ dội khi chúng muốn giành quyền kiểm soát đồi San Juan ở Upper West Side của Manhattan. Hai cảnh sát là sĩ quan Krupke và trung úy Schrank buộc phải tạm ngưng vụ xung đột này, nói với họ rằng xung đột của chúng là vô nghĩa vì khu phố này sắp bị san bằng để nhường chỗ cho một địa danh mới - Trung tâm Lincoln. Quá phấn khích trước thông tin này, Riff đã ra lệnh khiêu chiến với băng đảng Sharks. Anh vô tình gặp lại Tony, người bạn cũ của mình để được giúp đỡ. Tuy vậy, Tony đã từ chối, anh muốn tìm một cuộc sống mới yên bình hơn với sự giúp đỡ của Valentina, bà chủ người Puerto Rico đang làm việc tại hiệu thuốc Doc. Ở một diễn biến khác, Maria, em gái của Bernardo, được hứa hôn với người bạn Chino nhưng cô lại có khao khát muốn được tự do. Tại một buổi khiêu vũ, Tony và Maria đã lần đầu gặp nhau và rồi trao cho nhau một nụ hôn, khiến cho Bernardo nổi điên lên. Trước đó anh ta chấp thuận về các điều khoản của Riff: nếu Tony tham dự buổi khiêu vũ, cả hai băng đảng sẽ hỗn chiến với nhau. Tony bày tỏ tình cảm của mình dành cho Maria và cả hai gặp nhau trên cầu thang tại nhà Maria, hứa sẽ gặp nhau vào sáng mai.
Bernardo và bạn gái Anita đã có những mâu thuẫn với nhau về khác biệt giữa cuộc sống ở New York và Puerto Rico, Anita tin vào giấc mơ Mỹ sẽ đến với mình bất chấp sự phản đối của Bernardo. Cảnh sát đã thẩm vấn băng đảng Jets về vụ ẩu đả nhưng bọn chúng phủ nhận điều đó. Tony đưa Maria đi hẹn hò tại Bảo tàng Cloisters ở Thượng Manhattan. Anh nói với cô rằng trước kia do anh suýt hại chết một thanh niên của băng đảng Sharks đã khiến anh bị ngồi tù trong một năm. Maria bắt Tony hứa sẽ ngăn chặn vụ ẩu đả, và họ cam kết thoả thuận ấy bằng việc trao nhau một nụ hôn. Tony cố gắng thuyết phục Riff ngăn chặn vụ ẩu đả bằng cách ăn cắp khẩu súng mới mua của anh ta, nhưng đồng bọn của Riff đã cướp lại. Schrank ra lệnh cho Krupke và cảnh sát ngăn chặn vụ ẩu đả. Bất chấp những nỗ lực của các cảnh sát và Tony, vụ xung đột vẫn tiếp tục diễn ra và Bernardo đã giết chết Riff. Quá phẫn nộ trước cái chết của bạn mình, Tony đã giết chết Bernardo bằng dao sắc. Cả hai băng đảng bỏ chạy khi cảnh sát đến, còn Chino đã tìm thấy khẩu súng còn dở dang của Riff.
Maria thổ lộ về tình yêu của cô dành cho Tony tại nơi làm việc, nhưng Chino đến và tiết lộ rằng Tony đã giết chết Bernardo. Maria rất đau lòng, nhưng sau đó cô gặp lại Tony, cô đã từ chối để anh ta tự đầu thú vì điều đó cũng có nghĩa là mất anh ta thì cô sẽ không còn tự do như trước nữa. Cả hai quyết định bỏ trốn cùng nhau. Trong khi đó, Valentina đã biết được về cái chết của Bernardo và bà đã hồi tưởng lại về mối quan hệ giữa các chủng tộc của cô với bác sĩ quá cố. Về phía Chino, trước sự phản kháng của băng đảng Sharks, hắn muốn hại chết Tony. Sau khi tìm thấy thi thể của Bernardo tại nhà xác, Anita trở về nhà để gặp Maria và Tony khi anh rời căn hộ. Anita cãi nhau với Maria nhưng giờ cô buộc phải chấp nhận rằng Maria và Tony đang yêu nhau. Trong khi Schrank tra hỏi Maria về nơi ở của Tony, Maria đã gửi Anita một tin nhắn để cảnh báo anh ta về thủ đoạn thực sự của Chino. Đang trên đường thì Anita bất ngờ đụng độ với băng đảng Jets, chúng chế nhạo và còn đối xử tệ bạc với cô. Chúng còn kêu đàn em cưỡng hiếp Anita nhưng may là Valentina đã can thiệp kịp thời. Vì bị tổn thương cả về thể xác, danh dự lẫn tinh thần, Anita tiết lộ với Valentina rằng Chino đã giết chết Maria và cô thề sẽ trở về quê hương, không bao giờ ở Mỹ nữa, bởi giấc mơ Mỹ đối với cô giờ chỉ là giấc mơ hoang đường và dối trá. Về phía Valentina, bà đã nhẹ nhàng lên án băng đảng Jets khiến cho bọn chúng phải giải tán và không còn nhìn mặt nhau nữa.
Khi Tony đến, Valentina thông báo cho Tony về những lời thú nhận của Anita, và anh chạy ra đường cầu xin Chino giết mình để mình anh chết chung với Maria. Maria bất ngờ đến giải vây cho anh, tuy nhiên, Chino đã bắn chết Tony, thế là anh đã chết trong vòng tay của Maria. Khi hai băng đảng đến nơi, Maria cầm lấy khẩu súng và nhắm vào cả bọn chúng, cô đã trách móc chúng chỉ vì trận xung đột vô nghĩa ấy mà đã giết chết tình yêu của cô với Tony. Nói xong thì cô bỏ súng xuống và không kìm được nước mắt. Cảnh sát đã đến nơi để bắt giải Chino, còn hai băng đảng đều tỏ ra hối lỗi, chúng quyết định giảng hòa và xóa bỏ mọi hận thù trong quá khứ. Sau đó cả Maria và hai băng đảng mang xác của Tony đem trả về cho hiệu thuốc Doc.

## Diễn viên
Sau đây là danh sách các diễn viên có mặt trong bộ phim, mặc dù có cả những diễn viên khác tham gia bao gồm cả vũ công, tuy nhiên đề mục này chỉ liệt kê những diễn viên vào những vai có ảnh hưởng nhất trong phim:
- Ansel Elgort trong vai Tony
- Rachel Zegler trong vai Maria
- Ariana DeBose trong vai Anita
- David Alvarez trong vai Bernardo
- Mike Faist trong vai Riff
- Rita Moreno trong vai Valentina
- Brian d'Arcy James trong vai Trung úy Krupke
- Corey Stoll trong vai Sĩ quan Schrank
- Josh Andrés Rivera trong vai Chino
- iris menas trong vai Anybodys
- Ana Isabelle trong vai Rosalía
- Andréa Burns trong vai Fausta
- Jamila Velazquez trong vai Meche
- Yassmin Alers trong vai Lluvia
- Jamie Harris as Rory
- Curtiss Cook trong vai Abe
- Paloma Garcia-Lee trong vai Graziella
- Patrick Higgins trong vai Baby John
- Ben Cook trong vai Mouthpiece

Ba thành viên của băng đảng Jets từ bản phim năm 1961 gồm Harvey Evans (Mouthpiece), Bert Michaels (Snowboy) và David Bean (Tiger) sẽ tham gia bộ phim với các vai phụ nhỏ. Andréa Burns, người đóng vai Maria trong vở nhạc kịch tại buổi diễn ở châu Âu vào các năm 1992–1993, sẽ đóng vai Fausta.

## Sản xuất

### Ý tưởng và phát triển
– Steven Spielberg trong một buổi phỏng vấn năm 2004
Tháng 3 năm 2014, Steven Spielberg lần đầu tiên nghiêm túc bày tỏ sự quan tâm đến việc đạo diễn bản chuyển thể của Câu chuyện phía Tây, điều đó đã giúp cho 20th Century Fox mua lại bản quyền của dự án này. Tony Kushner, người đã từng cộng tác với Spielberg trong hai bộ phim Munich và Lincoln, tiết lộ trong một cuộc phỏng vấn vào tháng 7 năm 2017 rằng anh đang viết kịch bản cho bộ phim, đồng thời anh còn cho hay anh sẽ giữ nguyên số vở nhạc kịch và câu chuyện sẽ bám sát với nguyên tác của vở nhạc kịch lúc đầu so với bản chuyển thể năm 1961. Trong một buổi phỏng vấn năm 2020 trên tờ Vanity Fair, Spielberg tiết lộ:  "Câu chuyện phía Tây thực sự là bản nhạc nổi tiếng đầu tiên mà gia đình chúng tôi cho phép vào nhà để trải nghiệm và thưởng thức. Tôi hoàn toàn yêu thích nó từ khi còn nhỏ." Trong quá trình sản xuất, Spielberg sẽ dành tặng bộ phim cho cha mình, Arnold, người đã qua đời vào năm 2020 ở tuổi 103.
Năm 2015, Spielberg giải thích thêm lý do tại sao ông có cảm giác đã đến lúc làm một bộ phim mới chuyển thể từ vở nhạc kịch, ông nói rằng:
| “                  | Sự chia rẽ giữa những người không cùng chí hướng đã cũ kỹ như chính thời gian đã chia rẽ chúng ta. Và sự chia rẽ giữa hai băng đảng Sharks và Jets vào năm 1957 - nguồn cảm hứng cho vở nhạc kịch - rất sâu sắc. Nhưng không phải kiểu chia rẽ như chúng ta thấy ngày nay. Tính ra là trong quá trình phát triển kịch bản, mọi thứ đều mở rộng ra, mà tôi nghĩ theo một hàm ý nào đó rất đáng buồn, khiến câu chuyện về sự phân chia chủng tộc đó - không chỉ là sự phân chia lãnh thổ - cõ lẽ so với năm 1957, nó rất phù hợp với khán giả ngày nay hơn. | ” |
| — Steven Spielberg | |   |

### Giai đoạn tiền kỳ
Tháng 1 năm 2018, đã có thông báo rằng Spielberg có khả năng sẽ đạo diễn cho bản chuyển thể này sau khi hoàn thành việc quay phần thứ năm của loạt phim Indiana Jones. Vài ngày sau, buổi tuyển chọn diễn viên đã được diễn ra để tìm những diễn viên phù hợp để vào vai nhân vật Maria, Tony, Anita và Bernardo. Các buổi tuyển chọn diễn viên bổ sung đã được tổ chức tại Thành phố New York vào tháng 4 và ở Orlando, Florida vào tháng 5. Tháng 7 năm 2018, phần thứ năm của Indiana Jones tạm thời bị lùi lại, điều đó đã mở ra cơ hội cho Spielberg bắt đầu thực hiện tiền sản xuất cho Câu chuyện phía Tây.
Justin Peck được chọn là người biên đạo múa cho bộ phim vào tháng 9 năm 2018; cũng trong thời gian này, Ansel Elgort sẽ đóng vai chính Tony trong phim. Tháng 11 năm 2018, Eiza González được xem là một ứng cử viên nặng ký cho vai Anita. Rita Moreno, người đóng vai nữ chính Anita trong bản phim năm 1961, sẽ đóng vai Valentina và đồng thời làm giám đốc sản xuất cho bộ phim. Tháng 1 năm 2019, nữ diễn viên mới nổi Rachel Zegler đã được chọn từ hơn 30.000 người ứng viên để đóng vai Maria, với Ariana DeBose, David Alvarez và Josh Andrés Rivera cũng được chọn vào các vai Anita, Bernardo và Chino. Tháng 3 năm 2019, Corey Stoll và Brian d'Arcy James được xác nhận sẽ gia nhập dàn diễn viên kể trên. Một tháng sau, những diễn viên còn lại vào vai các thành viên của hai băng đảng Jets và Sharks đã được xác nhận.

### Quay phim
Quá trình quay phim được diễn ra ở Harlem, khu dân cư Flatlands, Brooklyn thuộc thành phố New York và những địa điểm khác ở Manhattan, bấm máy từ tháng 7 năm 2019. Có tới mười ngày để quay các cảnh phim tại Paterson, New Jersey, nơi một phim trường ở ngoài trời được xây dựng vào tháng 8 năm 2019. Việc quay phim cũng được thực hiện tại thành phố Newark và các vùng lân cận khác tại quận Essex, New Jersey. Sau 79 ngày ghi hình, bộ phim chính thức đóng máy vào ngày 27 tháng 9 năm 2019. Tất cả các bối cảnh trong phim đều được xây dựng tại một nhà kho ở phim trường Steiner.
Là một trong những người làm giám đốc sản xuất cho bộ phim, Rita Moreno đã sẵn sàng thực hiện cho một phần lớn công việc sản xuất, đôi lúc bà cũng tham khảo ý kiến của Peck về vũ đạo. Bản thân Moreno cũng tiết lộ rằng việc quay cảnh Valentina cứu Anita là rất khó, bởi bà đã từng có kinh nghiệm lâu năm khi chứng kiến những vụ tấn công tình dục ở Hollywood rất tỉ mỉ, cũng như thử thách siêu khó khi cứu một nhân vật mà bà đã từng đóng cách đây gần sáu thập kỷ. Cảnh này đã được diễn tập với một điều phối viên thân mật để đảm bảo an toàn cho DeBose trong cảnh quay: Moreno, người nhớ lại những lần khóc điên cuồng và không thể ngừng rơi nước mắt khi bà từng quay cảnh tương tự cho bản phim năm 1961, đã rất ngạc nhiên khi một vị trí như vậy còn tồn tại được khi được kể về nó trong một cuộc phỏng vấn chung với bà và DeBose. Ngoài ra, bà cũng có vinh dự được thực hiện động tác gõ trên bảng ghi cảnh quay cho "cảnh quay vũng nước" nổi tiếng của bộ phim khi Tony bước vào một vũng nước lớn và khiến nó trở thành một vũng ánh sáng gợn sóng khi hát bài "Maria". Cảnh quay đó là cảnh cuối cùng được quay vào ngày cuối cùng trong buổi ghi hình, vì đó là gợi ý vào phút chót của nhà quay phim Janusz Kamiński với Spielberg sau khi hoàn thành cảnh Balcony.
Phân đoạn đầu của cảnh "The Dance at the Gym" liên quan đến ba cảnh quay khác được ghép lại với nhau để làm cho nó trông giống như một cảnh quay liên tục. Kamiński mô tả rằng cảnh quay này "bắt đầu với máy Steadicam, đưa các diễn viên đi dọc hành lang, sau đó ngay khi cửa mở ra, nó chuyển thành một cảnh quay bằng cáp quay lên không trung và qua phía bên kia của phòng tập." Ông tiếp tục đề cập rằng việc thực hiện cảnh quay này một phần cũng do đội hậu cần chiếu sáng của bộ phim phụ trách, ông nói rằng "Chúng tôi đã lắp đèn trên bộ điều chỉnh độ sáng để khi máy quay quay lại, một số phần của cảnh sẽ bị mờ đi, phần khác sẽ mờ đi với đèn sáng. Nếu bạn đặt đèn theo một hướng, sau đó khi bạn quay lại, bạn phải cắt hoặc chiếu sáng hoặc điều chỉnh đèn trong bảng điều chỉnh độ sáng để bạn có thể làm mờ đèn trong hoặc làm mờ đèn ngoài, vì vậy bạn có thể tiếp tục duy trì sự lãng mạn và vẻ đẹp của mỗi cảnh quay. " Andy Aaron, từng là người ghi hiệu ứng âm thanh, nói thêm rằng "những bước chân của điệu nhảy trong trình tự đã được ghi lại trực tiếp trên phim trường, và cho phép các bản nhạc đó được sử dụng trong bản phối âm mới nhất mà không bị phần nhạc gốc xen vào." Chính khoảnh khắc này của bộ phim đã lan truyền trên mạng xã hội và đạo diễn người Mexico Guillermo del Toro mô tả cảnh quay này là "khó có thể thực hiện được."
Spielberg và Sondheim ban đầu muốn cắt cảnh hát "I Feel Pretty" khỏi bộ phim. Sự hiện diện của nó trong vở nhạc kịch gốc, đã gây ra những tranh luận trái chiều từ cả hai, và ngay sau cuộc tranh luận đó, phần lớn được thực hiện trái với mong muốn của Sondheim: ông và Bernstein đã được các nhà sản xuất hướng dẫn thêm một bài hát mang tinh thần lạc quan sau khi tạm dừng màn 1 để mở màn cho màn 2, và vì vậy ca khúc này đã được viết để phản đối tình huống trên. Sondheim sau đó đã nhận xét rằng ông cảm thấy xấu hổ trước ca từ có nội dung đậm chất trữ tình của nó, đến mức ông cho phép cắt nó khỏi buổi biểu diễn phiên bản Broadway năm 2020 do Ivo van Hove chỉ đạo. Tương tự như Sondheim, Spielberg đặt câu hỏi liệu bài hát mang tính lạc quan ấy có còn hoạt động mà không có sự gián đoạn giữa nó và tính tranh luận hay không. Kết quả, do sự can thiệp của Tony Kushner mà bài hát vẫn còn được giữ lại, như chính Spielberg về sau giải thích, "Tony [Kushner] giải thích với tôi, và sau đó tôi giải thích với Stephen rằng đây là lần đầu tiên trong câu chuyện của chúng tôi có toàn bộ khán giả đang theo dõi câu chuyện của Maria. Và khán giả sẽ cảm thấy rất muốn bảo vệ cô ấy vì chúng tôi biết cô ấy sắp phát hiện ra một điều gì đó."

### Vũ đạo
Biên đạo múa Justin Peck, nhà quay phim Janusz Kamiński, và Spielberg đã cùng nhau làm việc chặt chẽ về cách xử lý vũ điệu trong bộ phim sẽ hoạt động như thế nào khi kết hợp với các ống kính máy quay. Đích thân Spielberg liên tục có mặt trong các buổi tập nhảy của bộ phim và ông sẽ sử dụng máy ảnh trên chiếc iPhone cầm tay của mình để tìm cách lên khung hình cho mỗi cảnh quay.
Peck lưu ý rằng việc khiêu vũ trong các vở nhạc kịch đã trở thành một trò đùa trong vài thập kỷ qua, với bản phim năm 1961 đã nhận được một số lời chế giễu nhẹ vì nó đã mô tả về một cuộc chiến xung đột giữa hai băng đảng kết hợp với những điệu múa ba lê. Anh đã để ý nhiều đến cách tiếp cận thực tế hơn của bộ phim mới đối với chất liệu có được, nên anh chọn điệu nhảy là biểu tượng của sự đoàn kết giữa các băng nhóm: "Chúng ta phải nhớ rằng đây vẫn là một vở nhạc kịch và có một phong cách biểu đạt độc đáo tồn tại trong đó. Đây không phải là kiểu chủ nghĩa hiện thực hoàn toàn, kiểu chủ nghĩa hiện thực theo nghĩa đen. " Peck cho rằng điệu nhảy "Cool" là cảnh nhảy thể hiện rõ nhất cách tiếp cận này, kết hợp các động tác múa ba lê điêu luyện với cảnh bạo lực nguy hiểm của cảnh tranh giành súng.
Bộ phim không cố gắng tái hiện những vũ đạo của Jerome Robbins được sử dụng trong hầu hết những buổi biểu diễn trên sân khấu và trong bản phim năm 1961. Tuy nhiên, Peck và đội ngũ sáng tạo đã lưu tâm đến vai trò không thể thiếu của Robbins trong ngôn ngữ di chuyển điệu múa của vở kịch, và đôi khi họ sử dụng lại các chuyển động ấy của Robbins để tôn kính ông. Spielberg lấy cảnh ẩu đả làm ví dụ: "cảnh này ban đầu sử dụng lại một số vũ đạo của Robbins nhưng khi tình hình trở nên căng thẳng thì vũ đạo gốc của Peck được sử dụng nhiều hơn." Peck cũng nhấn mạnh chiếc váy xòe trong cảnh "America" và điệu nhảy của Tony và Maria tại phòng gym như những "vũ điệu trích dẫn" trực tiếp của Robbins. Cảnh hát ca khúc "America", trong bản phim năm 1961 được diễn ra trên sân thượng vào ban đêm, nay được dựng lại để diễn ra trên đường phố New York vào ban ngày. Việc ghi hình cho cảnh này kéo dài tận 10 ngày tại các địa điểm trên khắp Harlem, Queens và Paterson. Đôi giày khiêu vũ của Ariana DeBose đã bị chảy nứt và phải thay nhiều lần trong suốt buổi quay, do thời tiết nóng kết hợp với cường độ cao của vũ đạo tạo thành.
Mặc dù một vài điệu nhảy đôi được ghi nhận trong phim vì chúng được yêu cầu đặt ở chế độ chờ cho các diễn viên còn chưa đủ tuổi, tất cả các diễn viên của bộ phim đều thực hiện điệu nhảy của riêng họ mà không cần nhảy đôi. Trong số đó có Ansel Elgort bởi anh từng là cựu sinh viên của Trường dạy ba lê Hoa Kỳ.

### Phục trang
Paul Tazewell, người được biết đến với việc tạo ra các trang phục trong các vở nhạc kịch Hamilton và The Wiz Live!, từng là nhà thiết kế trang phục cho bộ phim. Để phân biệt hai băng đảng với nhau bằng mắt thường, ông đã cho các thành viên trong băng đảng Jets mặc trang phục có tông màu lạnh để đại diện cho "tinh thần thép, bê tông, đường phố của thành phố New York vào những năm 1950" và băng đảng Sharks mặc đồ tông màu nóng đại diện cho "nơi họ đến từ Puerto Rico, của hòn đảo, mang cảm giác sảng khoái như nhiệt đới, và với những trang phục của băng đảng Sharks, tôi đã dành toàn bộ họa tiết hoa cho băng đảng đó để dành tặng cho cộng đồng người Puerto Rico."

## Nhạc phim
Spielberg lúc đầu chọn người cộng tác lâu năm của ông là John Williams để làm giám đốc âm nhạc cho bộ phim. Tuy nhiên, Williams từ chối mà thay vào đó, ông đã đề xuất cho Spielberg nên chọn nhạc sĩ David Newman và nhạc trưởng Gustavo Dudamel làm giám đốc âm nhạc thay cho ông. Newman đã phối khí lại bản nhạc dựa vào bản nhạc soạn gốc của Bernstein cho bộ phim, kết hợp các sửa đổi lúc đầu được thực hiện cho bản nhạc gốc của Bernstein ở Broadway do Johnny Green thực hiện cho bản phim năm 1961 (ví dụ: đổi mô-típ bản nhạc "Cool" thành bản nhạc "Lời mở đầu (Prologue)", đoạn độc tấu kèn được mở rộng trong bản nhạc "Mambo"). Dudamel đã chỉ huy dàn dựng bản nhạc này cho dàn nhạc giao hưởng New York Philharmonic trong các buổi quay của bộ phim vào năm 2019, với phần thu âm bổ sung của dàn nhạc giao hưởng Los Angeles Philharmonic được thực hiện trong đại dịch COVID-19 vào năm sau. Jeanine Tesori và Matt Sullivan lần lượt là giảng viên thanh nhạc và nhà giám sát viên âm nhạc, riêng John Williams sẽ làm cố vấn âm nhạc cho bộ phim. Tất cả các bài hát đều được thu âm trước và sử dụng để phát lại tại phim trường, ngoại trừ các ca khúc "One Hand, One Heart", "Somewhere" và "A Boy like That/I Have a Love", không được phát lại mà thay vào đó đã được hát trực tiếp trên phim trường. Các phần của ca khúc "Maria" cũng được hát trực tiếp trên phim trường mà không cần phải phát lại theo yêu cầu của Elgort.

### Danh sách ca khúc
- "Prologue" – Orchestra
- "La Borinqueña" (phiên bản của Sharks) – Bernardo, Quique, Braulio & Sharks
- "Jet Song" – Riff, Ice, Diesel, Big Deal, A-Rab, Baby John & Jets
- "Something's Coming" – Tony
- "The Dance at the Gym: Blues, Promenade" – Orchestra
- "The Dance at the Gym: Mambo" – Orchestra
- "The Dance at the Gym: Cha-Cha, Meeting Scene, Jump" – Orchestra
- "Maria" – Tony
- "Balcony Scene (Tonight)" – Maria & Tony
- "Transition to Scherzo" / "Scherzo" – Orchestra
- "America" – Anita, Bernardo, Rosalía, Luz, Sharks & Shark Girls
- "Gee, Officer Krupke" – Diesel, Big Deal, A-Rab, Mouthpiece, Snowboy, Baby John & Balkan
- "One Hand, One Heart" – Tony & Maria
- "Cool" – Tony, Riff, Ice, Action, A-Rab, Baby John, Tiger & Numbers
- "Tonight Quintet" – Riff, Bernardo, Anita, Tony, Maria, Jets & Sharks
- "The Rumble" – Orchestra
- "I Feel Pretty" – Maria, Luz, Rosalía, Fausta, Charita, Lluvia, Meche & Provi
- "Somewhere" – Valentina
- "A Boy like That/I Have a Love" – Anita & Maria
- "Mambo" (lặp lại) – Orchestra
- "Tonight" (lặp lại) – Maria
- "Finale" – Orchestra

### Nhạc phim (Soundtrack)
Album nhạc phim chính thức được phát hành dưới dạng kỹ thuật số Dolby Atmos bởi Hollywood Records vào ngày 3 tháng 12 năm 2021 và được phát hành rộng rãi vào ngày 10 tháng 12 năm 2021.

## Phát hành

### Công chiếu tại rạp

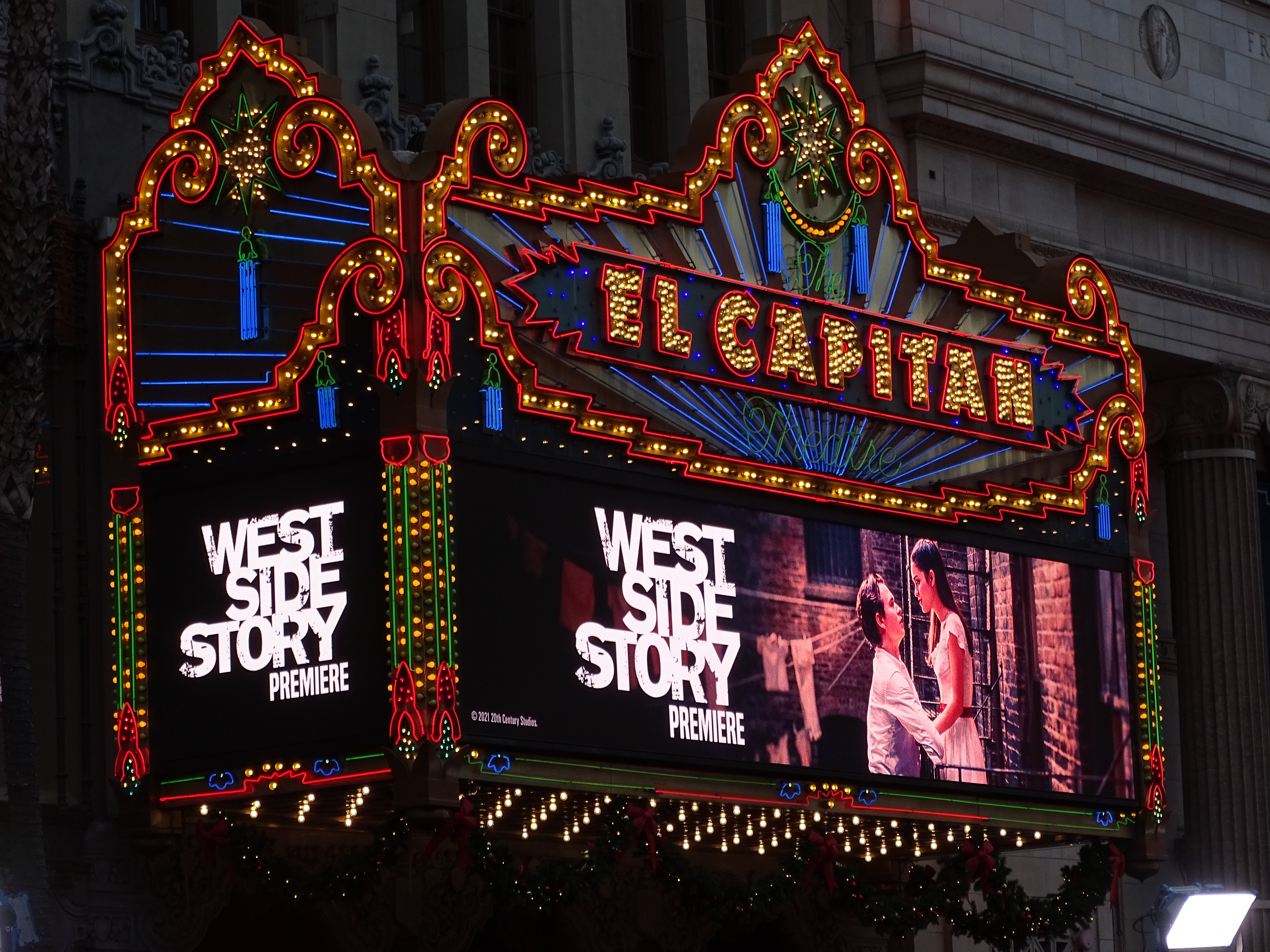
Bộ phim có buổi ra mắt tại Los Angeles ở Rạp El Capitan vào ngày 7 tháng 12 năm 2021.

Câu chuyện phía Tây ban đầu được dự kiến phát hành tại Mỹ vào ngày 18 tháng 12 năm 2020 bởi công ty Walt Disney Studios Motion Pictures thông qua hãng 20th Century Studios. Do đại dịch COVID-19 vẫn còn có những diễn biến rất phức tạp nên vào tháng 9 năm 2020, Disney đã quyết định lùi ngày phát hành bộ phim đến ngày 10 tháng 12 năm 2021 để trùng với ngày kỷ niệm 60 năm ngày phát hành bản phim năm 1961. Bộ phim đã có 45 ngày chiếu rạp dưới dạng độc quyền, có cả sự góp mặt của Dolby Cinema và IMAX. Một sự kiện họp báo ra mắt bộ phim dưới dạng IMAX được dành cho người hâm mộ, gồm cả phần hỏi đáp trực tiếp với Spielberg và dàn diễn viên, đã diễn ra tại các rạp chiếu dạng IMAX trên toàn quốc vào ngày 6 tháng 12 năm 2021. Tờ Deadline Hollywood đưa tin rằng Disney đã và đang cân nhắc về chiến lược phát hành giới hạn cho bộ phim trước khi phát hành mở rộng trên toàn cầu, tuy nhiên, họ đã hủy bỏ kế hoạch này do những tác động của đại dịch COVID-19 tại thị trường triển lãm phim.
Bộ phim được trình chiếu lần đầu cho các thành viên của dàn diễn viên trong phim gồm Zegler, Faist, Andrés Rivera và một số thành viên khác tại nhà hát Daniel Koch ở Trung tâm Lincoln vào ngày 17 tháng 11 năm 2021. Buổi công chiếu này là một trong những lần xuất hiện lần cuối của Stephen Sondheim trước khi ông từ trần vào ngày 26 tháng 11. Bộ phim sau đó được trình chiếu trước giới công nghiệp điện ảnh và các nhà phê bình phim tại buổi công chiếu trên toàn cầu vào ngày 29 tháng 11 năm 2021 tại Nhà hát Hoa Hồng ở Trung tâm Lincoln. Buổi ra mắt bộ phim tại Los Angeles được diễn ra tại rạp El Capitan vào ngày 7 tháng 12 năm 2021.
Tại Việt Nam, bộ phim được lên lịch khởi chiếu tại các cụm rạp trên toàn quốc từ ngày 24 tháng 12 năm 2021 do CGV mua bản quyền và hân hạnh phát hành.

### Phương tiện tại gia
Câu chuyện phía Tây đã được phát trực tuyến có sẵn trên kênh Disney+ và HBO Max vào ngày 2 tháng 3 năm 2022. Bộ phim cũng được phát hành dưới dạng đĩa Blu-ray theo dạng chuẩn 4K UHD, Blu-ray dạng thường và băng đĩa DVD vào ngày 15 tháng 3 năm 2022 bởi công ty Walt Disney Studios Home Entertainment thông qua hãng 20th Century Studios Home Entertainment.

### Tiếp thị
Ngày 25 tháng 4 năm 2021, trong buổi lễ trao giải Oscar lần thứ 93, Ariana DeBose đã giới thiệu đoạn teaser của bộ phim, và sau đó Rita Moreno được chọn là người xướng tên ở hạng mục Phim truyện hay nhất. Tại đây bà đã đưa khán giả trở về hoài niệm về những bộ phim ra mắt năm 1961 và giành được nhiều giải thưởng lớn vào thời điểm đó. Trailer chính thức cho bộ phim được ra mắt trên chương trình thời sự Good Morning America của đài ABC vào ngày 15 tháng 9 năm 2021. Một góc nhìn độc quyền về hậu trường của bộ phim, bao gồm các cảnh quay lén mở rộng ở các cảnh "The Dance at the Gym" và "America" được Elgort và Zegler lần đầu giới thiệu tại Lễ trao giải thưởng âm nhạc Mỹ lần thứ 49 vào ngày 22 tháng 11 năm 2021.
Một cuốn sách của tác giả Laurent Bouzereau về quá trình thực hiện bộ phim, gồm các cuộc phỏng vấn với dàn diễn viên và đoàn làm phim, đã được Abrams Books phát hành vào ngày 16 tháng 11 năm 2021. Một chương trình truyền hình đặc biệt có tựa là Something's Coming: West Side Story – A Special Edition of 20/20, được phát sóng trên đài ABC vào ngày 5 tháng 12 năm 2021.

### Kiểm duyệt
Tờ Deadline Hollywood đưa tin rằng bộ phim lúc đầu bị cấm chiếu ở các quốc gia thuộc Hội đồng hợp tác vùng Vịnh (GGC), nguyên nhân được cho là do vai diễn của Anybodys là một nhân vật chuyển giới, do nam diễn viên phi nhị phân iris menas thủ vai. Trong một số trường hợp, Disney bị cáo buộc từ chối cắt giảm thời lượng phim theo yêu cầu của các nhà kiểm duyệt. Một bộ phim phát hành trước đó của Disney là Chủng tộc bất tử, cũng bị cấm chiếu ở các quốc gia GGC, trừ Các Tiểu vương quốc Ả Rập Thống nhất, mặc dù cũng có một số cảnh giảm thời lượng về các cảnh thân mật do bộ phim có sự xuất hiện của cặp đôi đồng giới lần đầu tiên công khai trên Marvel. Đáp lại những lời nói trên, nhà sản xuất Kevin McCollum, đại diện cho đội ngũ sáng tạo và dàn diễn viên của bộ phim đã trả lời trên tờ The Hollywood Reporter: "Tôi nghĩ rằng chúng ta phải nhớ lại về thời kỳ đỉnh cao của Shakespeare, các tín đồ Thanh giáo đã đến để phá đám và làm hỏng hết tất cả các nhà hát. Bạn không thể xem kịch vào thời điểm ấy, thế mà Shakespeare vẫn có thể sống sót được. Tôi tin rằng tình yêu sẽ giành thắng lợi, và đây là một câu chuyện về tình yêu, được làm bằng cả tình yêu, và điều gì sẽ xảy ra khi bạn cố gắng níu giữ mọi người không được tự do yêu nhau. Tôi nghĩ rằng chúng tôi đã hoàn thành công việc của mình với vai trò là những nghệ sĩ để làm bộ phim này và thế giới sẽ khám phá ra bộ phim này ngay cả khi một số nền văn hóa khác đưa ra quyết định không muốn bộ phim này nằm trong biên giới của họ." Cuối cùng, Câu chuyện phía Tây đã được chính thức phát hành tại tại các cụm rạp ở Các Tiểu vương quốc Ả Rập Thống nhất khoảng một tháng sau đó.

## Tiếp nhận

### Doanh thu
Sau khi công chiếu, Câu chuyện phía Tây đã thu về 38,5 triệu USD ở Mỹ và Canada và 37,4 triệu USD ở các vùng lãnh thổ khác, với tổng số tiền là 76 triệu USD trên toàn cầu so với kinh phí sản xuất lên đến 100 triệu USD. Ước tính bộ phim cần phải thêm 300 triệu USD để hòa vốn.
Trên phương diện toàn cầu, bộ phim dự định sẽ thu về khoảng 22–31 triệu USD trong tuần đầu công chiếu, bao gồm 12–17 triệu USD ở Mỹ và Canada. Trang Boxoffice Pro mạnh dạn dự đoán rằng bộ phim sẽ kiếm được khoảng từ 14–22 triệu USD trong tuần đầu công chiếu và khoảng 55–85 triệu USD từ tổng doanh thu phòng vé nội địa. Song, bộ phim chỉ thu về 800.000 USD trong nước ở buổi suất chiếu sớm vào thứ năm, điều này đã ám chỉ rằng bộ phim sẽ gặp "thất bại thảm hại" ngay trong tuần đầu công chiếu do những nguyên nhân tác động đến sự thất bại này như hạn chế vào rạp trong thời buổi đại dịch, sự gia tăng của biến thể Omicron của COVID-19 hay gần đây nhất là xu hướng về dòng phim nhạc kịch trong những ngày qua đều gây thất vọng về mặt doanh thu, điển hình như trường hợp gần đây của Dear Evan Hansen và In the Heights: Giấc mơ New York. Trong tuần đầu công chiếu (bao gồm cả suất chiếu sớm), phim đã kiếm được 4,1 triệu USD và tiếp tục ra mắt với 10,6 triệu USD có được và đứng đầu về doanh thu, nhưng lại kết thúc dưới mức ước tính, khiến bộ phim trở thành một bom xịt về doanh thu. Những khán giả xem phim trong tuần đầu công chiếu bao gồm 57% khán giả là nữ và 52% khán giả trên 35 tuổi cùng với 30% khán giả là người Mỹ gốc Latinh và Tây Ban Nha, 52% là người da trắng, 6% là người da đen, và 12% là người châu Á và những chủng tộc khác. Theo EntTelligence, trong tuần đầu công chiếu, có khoảng 800.000 người mua vé để xem bộ phim này. Cây viết Jeremy Fuster của tờ TheWrap hy vọng rằng bộ phim sẽ có thể phục hồi lại trong suốt một mùa Giáng sinh như một cú lội ngược dòng về doanh thu, giống như những gì đã xảy ra trong bộ phim Bậc thầy của những ước mơ, thông qua những lời phê bình tích cực liên tục và nhận được nhiều giải thưởng có tiếng tăm. Trong tuần thứ hai, bộ phim thu về 3,7 triệu USD, xếp thứ ba sau Người Nhện: Không còn nhà và Encanto: Vùng đất thần kỳ. Bộ phim tiếp tục thu về 2,8 triệu USD trong tuần thứ ba, 2,2 triệu USD trong tuần thứ tư và 1,4 triệu USD trong tuần thứ năm.
Ở những nước khác trên thế giới ngoài Mỹ và Canada, bộ phim đã thu về 4,4 triệu USD trong tuần đầu công chiếu từ 37 thị trường quốc tế, trong đó có 1,3 triệu USD từ các cụm rạp toàn cầu dưới dạng IMAX. Những nước có doanh thu cao nhất là Vương quốc Anh (1,7 triệu USD), Pháp (1,1 triệu USD), Đức (300.000 USD), Nga và Hà Lan (đều 200.000 USD). Những tuần còn lại, bộ phim kiếm được 2,1 triệu USD trong tuần thứ hai, 1,7 triệu USD trong tuần thứ ba, 1,9 triệu USD trong tuần thứ tư, 1,6 triệu USD trong tuần thứ năm và 1,6 triệu USD khác trong tuần thứ sáu.
Trong tuần cuối cùng với tư cách là chủ tịch của Disney, Bob Iger cho biết công ty đã rất xuất sắc khi thực hiện chiến lược tiếp thị cho bộ phim, tuy nhiên ông suy đoán rằng thành tích yếu kém của bộ phim một phần có thể là do sự cạnh tranh gay gắt với các dịch vụ phát trực tuyến, chi phí vé rạp và ảnh hưởng của đại dịch COVID-19. Ngược lại, cây viết Kyle Buchanan của tờ The New York Times đã chỉ trích công ty vì "trong quá trình tiếp thị, công ty đã bỏ lỡ những cơ hội cực kỳ quan trọng", bao gồm cả việc tận dụng Spielberg, "tên tuổi lớn nhất của bộ phim". Cây viết Sarah Whitten của đài CNBC nhận xét rằng bộ phim được nhắm đến đối tượng là những khán giả lớn tuổi, những người ít có khả năng tới rạp vì đại dịch, đặc biệt là với sự gia tăng đến khó tin của biến thể Omicron. Cô cũng lưu ý thêm rằng bộ phim thiếu những tên tuổi lớn trong dàn diễn viên (dành cho Ansel Elgort và Rita Moreno) và được phát hành cùng thời điểm với bộ phim Người Nhện: Không còn nhà, tất cả những yếu tố đó có thể làm ảnh hưởng đến khả năng thành công về mặt doanh thu của bộ phim.

### Lượt xem tại gia
Tính đến hết ngày 20 tháng 3 năm 2022, theo Samba TV, Câu chuyện phía Tây đã được phát trực tuyến trên các kênh Disney+ và HBO Max với tổng cộng là 1,9 triệu lượt xem từ các hộ gia đình ở Mỹ kể từ khi công bố đề cử cho giải Oscar lần thứ 94 vào ngày 8 tháng 2 năm 2022.

### Đánh giá chuyên môn
Trên trang hệ thống tổng hợp kết quả đánh giá Rotten Tomatoes, Câu chuyện phía Tây nhận 91% lượng đồng thuận dựa trên 375 bài đánh giá của các nhà phê bình phim, đạt điểm trung bình là 8,2/10. Các chuyên gia của trang web nhất trí rằng: "Câu chuyện phía Tây của Steven Spielberg đã trình bày một góc nhìn mới về vở nhạc kịch cổ điển đã sống mãi theo thời gian được khán giả yêu thích từ lâu - và ở một số khía cạnh khác thậm chí có thể vượt qua nó". Trên chuyên trang Metacritic, phim giành số điểm trung bình là 85 trên 100 dựa theo 62 phê bình gia, cho thấy "nhìn chung là ý kiến tán thành". Ở chiều hướng ngược lại, trên trang web Ghiền Review ở Việt Nam, Câu chuyện phía Tây chỉ được chấm 6/10 điểm, cho rằng nó "khó xem và thiếu đặc sắc", đồng thời trang web này cũng cho rằng "đây không phải là một bộ phim dễ xem đối với đại đa số khán giả Việt Nam". Khảo sát khán giả từ trang web CinemaScore chấm bộ phim điểm "A" theo thang điểm từ A đến F, trong khi đó trang PostTrak cho biết bộ phim có tổng điểm tích cực chiếm 88% và 70% là những lời "khuyến nghị nên xem".
Cây viết Chris Evangelista của trang /Film đã viết: "Câu chuyện phía Tây của Spielberg là một sự phá cách. Một sự pha trộn năng động giữa nghệ thuật biểu diễn âm nhạc cổ điển và sự nhạy cảm tinh tế hiện đại. Đây là một trong những bộ phim hay nhất của năm và là một trong những bộ phim hay nhất trong sự nghiệp của nhà làm phim được thế giới ca ngợi. Chính xác là như vậy". Cây viết Peter Bradshaw của tờ The Guardian viết: "Spielberg đã chứng minh mình hoàn toàn đúng khi ông không cố gắng che giấu thêm bất kỳ những chi tiết gốc từ bản sân khấu nào. Kỹ thuật xử lý phim của ông ấy thật ly kỳ. Tôi đã dành cả trái tim mình cho câu chuyện cổ tích về tình yêu cam chịu của cả người dân nước Mỹ này". Cây viết Helen O'Hara của tờ Empire chấm cho bộ phim năm sao và viết: "Rất chân thành và đau lòng, điều này có cảm giác như Steven Spielberg đã thực hiện một bản chuyển thể trung thành với bản gốc nhưng cũng mang phong cách sống động với thế giới hiện đại". Cây viết Jason Bailey của The Playlist đã viết: "Câu chuyện phía Tây đã di chuyển như một chuyến tàu chở hàng, 156 phút trôi qua trong gang tấc, và với tốc độ chóng mặt ấy, kết hợp với khối óc thẩm mỹ và trí tưởng tượng đa sắc màu, những điều đó nhắc nhở với chúng ta rằng những bộ phim bom tấn như trên không dễ để trở thành những bộ phim cặn đầy chất xám". Cây viết Richard Lawson của tờ Vanity Fair viết rằng: "Spielberg và Kushner đã thực hiện một cách công lý nhất có thể cho những gì mà Bernstein, Robbins và Stephen Sondheim đã để lại vào những năm trước - không làm mất đi giá trị lâu dài của nó, mà là bằng lửa nhiệt huyết và sự duyên dáng cần phải làm rất nhiều để kiếm được nó". Cây viết Owen Gleiberman của tờ Variety đã viết rằng bộ phim "có một sự bùng nổ rất dữ dội. Bạn có thể cảm nhận được niềm vui mà ông ấy có được khi thực hiện bộ phim đó, đó là một cú hích lớn như thể bị truyền nhiễm vậy". Ở chiều hướng ngược lại, cây viết Richard Brody của tờ The New Yorker đã chỉ trích bộ phim này, ông cho rằng những người tạo ra tác phẩm ấy "đã mắc sai lầm nghiêm trọng khi đã thực hiện những sự thay đổi và bổ sung quá mức cần thiết".
Câu chuyện phía Tây được vinh danh là một trong những mười bộ phim hay nhất năm 2021 do Ủy ban Quốc gia về Phê bình điện ảnh và Viện phim Mỹ công bố. Riêng trang web Metacritic đã báo cáo rằng bộ phim đã có mặt trong top 10 những bộ phim hay nhất năm 2021 do 66 phê bình gia uy tín bầu chọn, đồng thời bộ phim còn nằm trong số mười bộ phim có số lần xuất hiện nhiều nhất, bằng chứng là bộ phim đứng đầu trong mười danh sách và đứng thứ hai trong bảy danh sách.

### Vấn đề đại diện của người Puerto Rico trong phim
Một số người Mỹ Latinh đã chỉ trích cho bản chuyển thể này. Cây viết Arlene Dávila viết trên trang El Nuevo Día: "Thật sự đáng buồn khi một lần nữa chúng ta phải thừa nhận một thực tế rằng người Puerto Rico nói riêng và người Mỹ Latinh nói chung giờ đây đã bị thu nhỏ thành các chủ đề và ý tưởng được tạo ra từ vở kịch về những gì mà "người Puerto Rico" và "người Mỹ Latinh" dành cho trí tưởng tượng của người da trắng bởi vì có một điều chắc chắn rằng ngày nay Hollywood đều trắng hơn và độc đáo hơn bao giờ hết". Còn Mandy Velez viết trên tờ Daily Beast đã lên tiếng chỉ trích về sai lầm về việc tuyển chọn diễn viên, cô nói rằng: "Một lần nữa tôi phải khẳng định rằng, nữ diễn viên đóng nữ chính Maria không phải là người Puerto Rico".
Cây viết Aurora Flores trên tờ The Latinx Project đặt câu hỏi về việc sử dụng các điểm nhấn trong phim và viết: "Nói tóm lại, bạn không chỉ cần một ban cố vấn, mà bạn còn cần thêm những nhà biên kịch, đạo diễn và nhà sản xuất phim để cố vấn. Chúng tôi cần những câu chuyện như thế để kể theo cách của chúng mình". Đồng tình với quan điểm trên, Arlene Dávila viết: "Đã đến lúc chúng ta cần phải nói đủ với những bản làm lại, chuyển thể hay nhập khẩu còn nửa vời, dở dang; mà thay vào đó hãy bắt đầu thực hiện những sản phẩm đạt yêu cầu với nội dung nguyên gốc được chắp bút và sản xuất bởi chính những cộng đồng đa dạng của chúng ta".
Cây viết Jose Meléndez Hernández trên tờ The Mujerista ca ngợi về cách miêu tả người Puerto Rico trong bộ phim. Anh viết: "Nhiều người đã rất lo lắng về sự lặp lại kiểu mới này của vở nhạc kịch. Bản gốc đã nhường chỗ cho một cái nhìn khuôn mẫu về người Puerto Rico và văn hóa của chúng tôi, điều này đã ảnh hưởng đến cách chúng tôi được miêu tả từ giới truyền thông sau này. Nhưng ở trong bản này, dưới sự chỉ đạo của Spielberg, có thể nói rằng những phần vô nghĩa trong bản chuyển thể đầu tiên này nay đã được chắp vá lại rất đúng lúc". Anh cũng lưu ý thêm rằng bộ phim đã "miêu tả rất chi tiết về người Puerto Rico" trong khi anh gợi ý rằng dù nó "không phải là một bộ phim nhạc kịch dành cho người Mỹ Latinh".

### Giải thưởng

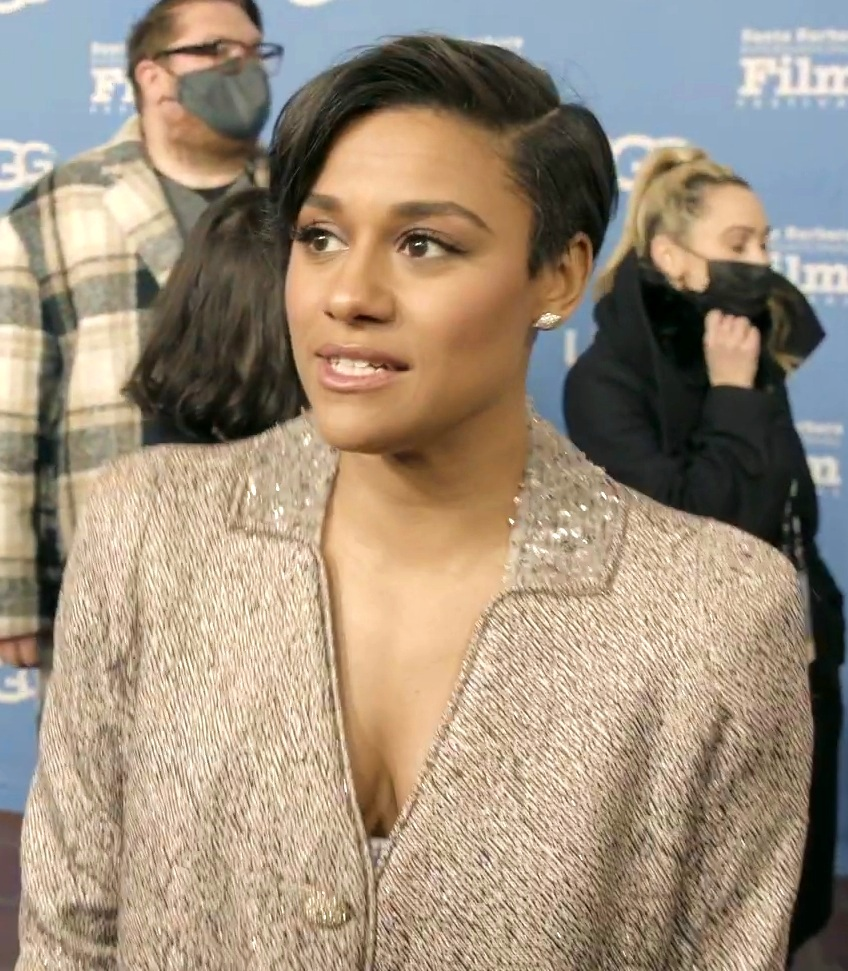
Màn trình diễn xuất sắc của Ariana DeBose đã giúp cô nhận được sự hoan nghênh từ các phê bình gia và giành được nhiều giải thưởng cao quý, trong đó có cả giải Oscar cho nữ diễn viên phụ xuất sắc nhất.

Bộ phim Câu chuyện phía Tây đã được đề cử cho một số giải thưởng lớn và giành được nhiều lời khen ngợi từ các tổ chức uy tín, các phê bình gia và những nhóm nhà phê bình khác nhau trên thế giới, đặc biệt là những màn trình diễn của các diễn viên, cách Spielberg chỉ đạo bộ phim, kịch bản của Kushner và công lao làm bộ phim từ đội ngũ sản xuất đều đáng được ghi nhận. Tại Lễ trao giải Oscar lần thứ 94, bộ phim được đề cử bảy hạng mục, bao gồm cả hạng mục Phim truyện hay nhất, trở thành bộ phim thứ hai chuyển thể từ một tài liệu gốc cho một tác phẩm đã từng giành giải Phim truyện hay nhất, trước đó có một tác phẩm được đề cử cho giải thưởng tương tự cũng từ một tài liệu gốc, đó là Munity on the Bounty. Với việc được đề cử cho hạng mục Phim truyện hay nhất, Spielberg trở thành người được đề cử nhiều nhất trong hạng mục với 11 tác phẩm. Việc cũng được đề cử ở hạng mục Đạo diễn xuất sắc nhất cũng đã giúp cho Spielberg trở thành nhà làm phim đầu tiên được đề cử ở hạng mục này trong sáu thập kỷ liên tiếp. Với những đóng góp của mình trong tác phẩm Câu chuyện phía Tây, Paul Tazewell cũng đã trở thành nhà thiết kế trang phục nam người Mỹ gốc Phi đầu tiên được đề cử cho hạng mục Thiết kế phục trang xuất sắc nhất.
Tại Lễ trao giải Quả Cầu vàng lần thứ 79, bộ phim nhận được bốn đề cử và giành được ba hạng mục, trong đó có cả hạng mục Phim ca nhạc hoặc phim hài hay nhất. Với màn trình diễn xuất sắc khi vào vai nữ chính Maria, bản thân Zegler cũng đã trở thành nữ diễn viên người gốc Colombia đầu tiên nói riêng và người Mỹ Latinh nói chung đoạt giải Nữ diễn viên phim ca nhạc hoặc phim hài xuất sắc nhất và chính cô cũng đã trở thành nữ diễn viên trẻ tuổi nhất đoạt được hạng mục này khi mới 20 tuổi. Cùng với Belfast, bộ phim còn dẫn đầu về số lần đề cử tại Giải Lựa chọn của giới phê bình điện ảnh lần thứ 27 với 11 lần đề cử, bao gồm có cả hạng mục Phim truyện hay nhất, giành được hai hạng mục, trong đó có hạng mục Dựng phim xuất sắc nhất. Ngoài ra, bộ phim còn được đề cử năm hạng mục tại giải BAFTA lần thứ 75, bao gồm có cả hạng mục Nam diễn viên phụ xuất sắc nhất cho Mike Faist, và giành được hai giải thưởng, trong đó có hạng mục Chọn diễn viên xuất sắc nhất.
Màn trình diễn xuất sắc của Ariana DeBose khi vào vai Anita đã giúp cô trở thành nữ diễn viên người Mỹ gốc Latinh và Tây Ban Nha da đen đầu tiên và đồng thời còn là nữ diễn viên không thuộc nhóm nhị nguyên giới đầu tiên giành giải Oscar cho hạng mục Nữ diễn viên phụ xuất sắc nhất và giải SAG cho Nữ diễn viên phụ xuất sắc nhất. Cô đồng thời giành thêm hai giải gồm các giải BAFTA và giải BFCA đều ở hạng mục Nữ diễn viên phụ xuất sắc nhất, và giải Quả Cầu vàng cho Nữ diễn viên điện ảnh phụ xuất sắc nhất.

## Chi tiết khác biệt giữa bản sân khấu và bản điện ảnh
Kịch bản của bộ phim bám sát theo kịch bản Broadway của West Side Story so với bộ phim chuyển thể năm 1961 do Ernest Lehman viết. Rita Moreno, người đóng vai Anita trong bản phim năm 1961, đóng vai Valentina, một nhân vật theo phiên bản tái tạo và mở rộng của nhân vật gốc Doc, người đóng vai trò là người cố vấn cho các nhân vật trẻ hơn. Nhân vật người Mỹ gốc Phi, Abe, đã được bổ sung vào dàn nhân vật trong phim khiến dàn diễn viên trở nên "thời thượng hơn cho New York vào những năm 1950". Hai anh em Maria và Bernardo có cùng một họ là Vasquez. Anybodys, người được miêu tả là một cô gái tomboy tuyệt vọng trở thành thành viên băng đảng Jets trong vở nhạc kịch gốc và bộ phim năm 1961, trong bản này được miêu tả là người chuyển giới. Vũ đạo của Peck là hoàn toàn nguyên bản 100% và không cố gắng sao chép vũ đạo của Jerome Robbins. Một số cảnh được phát bằng tiếng Tây Ban Nha hoặc kết hợp giữa tiếng Tây Ban Nha và tiếng Anh mà không có phụ đề cung cấp bản dịch. Spielberg giải thích thêm rằng quyết định không làm phụ đề cho cuộc đối thoại bằng tiếng Tây Ban Nha được thực hiện "vì để tôn trọng ý định của chúng tôi về việc thuê một dàn diễn viên hoàn toàn là người Mỹ Latinh để đóng các chàng trai và cô gái của băng đảng Sharks. Nếu tôi phụ đề tiếng Tây Ban Nha, tôi sẽ chỉ đơn giản là tăng gấp đôi tiếng Anh và tạo sức mạnh cho tiếng Anh nhiều hơn so với tiếng Tây Ban Nha. Điều này sẽ không xảy ra trong bộ phim này, tôi cần tôn trọng ngôn ngữ đủ để không làm phụ đề khác làm mất uy tín cho nó."
Bộ phim tuân thủ thực hiện thứ tự về các bài hát có trong bản nhạc kịch Broadway, ngoại trừ việc cả "Gee, Officer Krupke" và "Cool" đều được trình diễn ở nửa đầu, với "One Hand, One Heart" xuất hiện ở giữa. Tony hát "Cool" với Riff để thuyết phục băng đảng Jets không nên đánh nhau vào buổi tối hôm đó, trong khi anh đang hát phân cảnh hãy tránh xa khẩu súng mà Riff mua, thay vì Riff hát "Cool" để khuyến khích băng đảng Jets giữ bình tĩnh trong cuộc xung đột tại hiệu thuốc Doc, Tony hát "Cool" với Riff để thuyết phục băng đảng Jets không nên đánh nhau vào buổi tối hôm đó, trong khi anh đang hát phân cảnh hãy tránh xa khẩu súng mà Riff mua từ trước.
Địa điểm diễn ra một số bài hát cũng như một số bối cảnh của chúng cũng được thay đổi cho bản phim này. "America" trong bản phim này được diễn ra một ngày sau buổi nhảy múa trong khu phố, trên đường phố của cộng đồng băng đảng Sharks ở thành phố New York, thay vì diễn ra trên tầng thượng của căn hộ của Maria và Bernardo vào cùng đêm khiêu vũ như đã thấy trong bản nhạc kịch và bản phim năm 1961. Bộ phim cũng sử dụng nhiều lời bài hát của bản phim năm 1961 hơn so với bản nhạc kịch gốc. "I Feel Pretty" diễn ra tại cửa hàng bách hóa Gimbels trong phiên bản này, thay vì diễn ra tại phòng ngủ của Maria trong bản vở nhạc kịch gốc và tiệm đồ cưới trong bản phim năm 1961. Ngoài ra, ca khúc này còn xuất hiện sau vụ ẩu đả giống như trong vở nhạc kịch gốc, còn trong bản phim năm 1961, ca khúc này được hát trước vụ xung đột. Việc tái tạo ca khúc này đã giải quyết những nghi ngờ thường được nêu của Sondheim về tính phù hợp của ca khúc này trong bản nhạc kịch. Trong phiên bản này, cuộc xung đột được diễn ra trong một nhà kho chứa muối thay vì diễn ra ở dưới đường cao tốc.
Trong khi ca khúc "Gee, Officer Krupke" được diễn ra ở ngoài trời trong một con hẻm trong bản nhạc kịch và bản phim năm 1961, bản phim này được diễn ra ngay tại Khu vực 21 của Sở Cảnh sát Thành phố New York, cho phép các thành viên trong băng đảng Jets phá hủy địa điểm trong suốt bài hát.  Maria và Tony hát "One Hand, One Heart" trong Nhà thờ Cầu nguyện ở Manhattan thay vì hát ở tiệm đồ cưới, như một phần trong buổi hẹn hò của họ mà cũng có liên quan đến việc đến thăm bảo tàng Cloisters. Bối cảnh của ca khúc "Something's Coming" được thay đổi một chút để phản ánh sự thay đổi nền tảng của nhân vật đối với Tony. Trong bản nhạc kịch và bản phim năm 1961, Tony có cảm giác rằng "có một điều gì đó tuyệt vời" đang ở gần đó, như cái cách anh ấy nói chuyện với Riff. Tuy nhiên, trong bản phim này, Valentina cố gắng để Tony tự đứng dậy và bắt đầu làm lại cuộc đời bất chấp những khó khăn trong quá khứ của anh. Cô mang lại cho anh sự tự tin để anh bắt đầu hát ca khúc Something's Coming. Vở ballet trong mơ liên quan đến ca khúc "Somewhere" bị bỏ qua y hệt như trong bản phim năm 1961. Dù vậy, dàn nhạc trong bản nhạc ba lê này, được gọi là "Scherzo", vẫn đang chơi một đoạn ở phân cảnh khu vực ban công bên trong phòng ngủ của Maria, nơi cô rất hạnh phúc vì đã tìm được mối tình đầu lãng mạn của mình. Sau đó, "Somewhere" được hát lại bởi Valentina. Ở kết phim, khi Tony đã chết trong vòng tay của Maria, Maria thay vì hát "Somewhere" thì cô đã hát lại một đoạn ngắn của ca khúc "Tonight" trong phiên bản này.